# Félix de Nole
Pour les articles homonymes, voir Félix.
Saint Félix de Nole est né à Nole, dans la province de Naples, vers 50 apr. J.-C. dans une famille d’origine modeste. Il est le premier évêque de Nole. Félix serait mort en 95 apr. J.-C. après avoir été martyrisé par décapitation durant la persécution de Domitien. Il est vénéré comme saint par l’Église catholique, le martyrologe romain le commémore le 14 janvier.
Les informations sur saint Félix de Nole sont extrêmement réduites et souvent elles viennent se mêler à celles d'un autre saint Félix, dit saint Félix prêtre de Nole, prêtre catholique du IIIe siècle dont la commémoration a lieu le 14 janvier, ce saint faisant référence à son homonyme dans ses Poèmes de Noël.

## Légende
On raconte qu’un jour le jeune Félix libéra par sa prière deux hommes qui étaient possédés par le démon. Peu après, Archélao, le gouverneur de la cité, fut contraint par les prêtres païens de l’arrêter et de le conduire au temple pour l’interroger. Félix commença alors une prière et le temple fut englouti dans un énorme gouffre. Archealo se jeta à ses pieds et lui demanda le baptême. Avec lui, toute la population de Nole se convertit et Félix fut nommé premier évêque de Nola. D’autres miracles lui sont imputés dans les années qui suivirent, en particulier on raconte que la lave qui avançait vers la cité lors d’une éruption du Vésuve s’est arrêtée grâce à son intervention.
En 95, il est arrêté par le préfet Marcien durant les persécutions chrétiennes avec 30 compagnons. On raconte que Félix, ayant été jeté dans une fosse aux lions, les fauves reculèrent à la stupeur des témoins devant le jeune évêque. Il fut ensuite jeté dans un brasier de charbons ardents mais Félix se libéra immédiatement de ses chaînes et une pluie fit éteindre les flammes. Le préfet le fit alors pendre la tête en bas et, après trois jours de tortures, le fit décapiter. C’était le 15 novembre de la même année.
Son corps fut enseveli en cachette dans une niche au-dessus de laquelle, plus tard, fut édifiée la chapelle qui deviendra ensuite la cathédrale de Nole où repose encore aujourd’hui la dépouille du saint.

## Culte
À Nole les festivités en honneur de saint Félix ont lieu, chaque année, le 15 novembre. À cette occasion, un buste en argent représentant le saint est porté en procession et des messes sont célébrées. À ce moment-là, dans la crypte où sont conservés les restes du saint, suinte un liquide considéré comme miraculeux et appelé la « manne » de saint Félix. Il est recueilli et mis dans un calice d’argent. Il est recherché par les croyants comme remède pour les maladies. Dans le passé, les fidèles voyaient dans ce phénomène un signe de bon augure pour une récolte abondante

## Référence
- (it) Cet article est partiellement ou en totalité issu de l’article de Wikipédia en italien intitulé « Felice di Nola (vescovo) » (voir la liste des auteurs).

## Liens
- Notice dans un dictionnaire ou une encyclopédie généraliste :   - Enciclopedia italiana